# دولت فدرال عراق
دولت عراق (عربی: الحكومة العراقية)، بر پایه قانون اساسی عراق، مصوب سال ۲۰۰۵ به عنوان یک جمهوری اسلامی، دموکراتیک، پارلمانی فدرال تعریف شده است. دولت فدرال عراق متشکل از قوای مجریه، مقننه و قضاییه، همچنین کمیسیون‌های مستقل متعدد می‌باشد.